# Tam Môn Hiệp
Tam Môn Hiệp hay Tam Môn Hạp (tiếng Trung giản thể: 三门峡市) là một địa cấp thị thuộc tỉnh Hà Nam, Trung Quốc. Đây là địa cấp thị cực tây của tỉnh Hà Nam. Tam Môn Hiệp giáp Lạc Dương về phía đông, Nam Dương về phía đông nam và tỉnh Sơn Tây các phía còn lại.

## Các đơn vị hành chính
Địa cấp thị Tam Môn Hiệp quản lý 2 quận nội thành, 2 thành phố cấp huyện và 2 huyện.
- Quận Hồ Tân (湖滨区)
- Quận Thiểm Châu (陕州区)
- Thành phố cấp huyện Nghĩa Mã (义马市)
- Thành phố cấp huyện Linh Bảo (灵宝市)
- Huyện Mẫn Trì (渑池县)
- Huyện Lô Thị (卢氏县)